# Sam Adonis
Samuel Polinsky (nacido el 9 de agosto de 1989) es un luchador y promotor profesional estadounidense, mejor conocido bajo el nombre de ring como Sam Adonis y Sam Elias, quien trabaja actualmente para el Lucha Libre AAA Worldwide.
Polinsky trabajó anteriormente en el Consejo Mundial de Lucha Libre (CMLL) de México como un personaje heel de pro-Trump y actualmente compite en el circuito independiente. Polinsky es el hermano menor de Matthew Polinsky, más conocido como el comentarista de la WWE Corey Graves.
Polinsky ha trabajado brevemente para WWE, en su liga de desarrollo de Florida Championship Wrestling, bajo el nombre de Buddy Stretcher y trabajó en un combate para Total Nonstop Action Wrestling bajo el nombre de Bill Callous, pero ha pasado la mayor parte de su carrera de lucha libre profesional en Inglaterra trabajando para varios promociones como All Star Wrestling.

## Carrera

### Primeros años (2008-2011)
Polinsky hizo su debut en la lucha libre profesional a principios de 2008, trabajando principalmente en el circuito independiente en su natal Pensilvania. A menudo formaba equipo con su hermano Matthew, más conocido bajo el nombre de Sterling James Keenan, mientras que Sam Polinsky era conocido como "Samuel Elias" o simplemente "Sam Elias". Los hermanos compitieron en un torneo de 2008 por el Campeonato en Parejas de Pittsburgh local, pero perdieron en la final ante el equipo de Ashton Amherst y Patrick Hayes. En 2009, Elias comenzó a formar equipo con Amherst, siguiendo a un equipo conocido como "Vicious and Delicious", que ganó el Campeonato de Parejas de Diamond Championship Wrestling (DCW) del PA Posse (Kato y Sebastian). Su reinado duró 70 días, hasta que perdieron el título ante "Team Tap Out" el 6 de marzo de 2010.
En el otoño de 2010, comenzó a trabajar para Far North Wrestling (FNW), con sede en Pittsburgh. Durante su tiempo con FNW ganó el Campeonato Ches-A-Rena en tres ocasiones distintas, derrotando a T. Rantula, Michael Blade y Jimmy Vegas respectivamente para ganar el campeonato. La promoción se cerró en 2011, dejando a Sam Elias como el último Campeón Ches-A-Rena reconocido.

### WWE (2011)
En abril de 2011 Polinsky, usando el nombre de ring "Buddy Stretcher", comenzó a trabajar para la liga de desarrollo de la WWE, Florida Championship Wrestling (FCW). Polinsky sufrió una lesión en la rodilla después de solo dos luchas con FCW y luego fue liberado.

### Circuito independiente (2011-presente)
Si bien Polinsky no tuvo éxito en FCW, entabló una amistad con el luchador de la WWE William Regal, quien usó sus contactos para que Polinsky trabajara en el Reino Unido para All Star Wrestling. Polinsky comenzó a trabajar con el nombre de "Sam Adonis", un tacaño narcisista, vanidoso y obsesionado por sí mismo. Mientras vivió en Inglaterra durante varios años, también trabajó para otras promociones europeas de lucha libre, como European Wrestling Promotion en Alemania y New Wrestling Entertainment en Italia. En 2014 participó en el torneo "King of the Ring" de ASW, derrotando a Mexx en la primera ronda, pero perdiendo ante Dean Allmark en la segunda ronda.
En noviembre de 2015, Adonis ganó el Campeonato Británico de Peso Pesado, a veces denominado campeonato "SuperSlam", convirtiéndose en el primer estadounidense en ganar el campeonato. En abril de 2016 regresó a Estados Unidos y en algún momento después fue despojado oficialmente del campeonato por falta de defensas. El 27 de abril de 2017, Polinsky trabajó en un episodio del programa de televisión de Total Nonstop Action Wrestling bajo el nombre de "Bill Callous", perdiendo ante Ethan Carter III.
El 19 de agosto de 2017, Adonis apareció en All Japan Pro Wrestling/Toryumon Mexico, haciendo equipo con Joe Doering y Diamante contra Ultimo Dragon, Jun Akiyama y Caristico para el 30 aniversario de Ultimo en Japón; fueron derrotados en un combate de dos de tres caídas. Durante el partido, Adonis rasgó la máscara de Ultimo. Es el único luchador profesional que se quitó la máscara de Ultimo Dragon tanto en Japón como en México.
En 2017 comenzó a trabajar para Ultimo Dragon's Toryumon Mexico, y sus programas AJPW/Toryumon Mexico Lucha Fiesta Ultimo Dragon Anniversary.

### Consejo Mundial de Lucha Libre (2016-2018)
El 1 de mayo de 2016, Adonis trabajó en su primer combate en México, defendiendo el Campeonato Británico de Peso Pesado contra el luchador mexicano Black Fire, en un programa Desastre Total Ultraviolento (DTU). Unas semanas después, comenzó a trabajar para el Consejo Mundial de Lucha Libre (CMLL), la empresa de lucha más grande de México y la más antigua del mundo. Su primera aparición importante fue para la Gran Prix Internacional del CMLL del 2016, un torneo de 16 hombres en el que luchadores mexicanos nativos se enfrentan a extranjeros. Adonis fue el cuarto luchador eliminado, inmovilizado por Rush. A partir de ese momento, Adonis comenzó a trabajar para CMLL de forma regular, aunque no firmó un contrato a largo plazo con la empresa.
En el otoño de 2016, Polinsky se acercó a los promotores de CMLL con una sugerencia de modificar su carácter de "niño bonito", interpretando la situación política de la época. Con la aprobación de CMLL, Sam Adonis se convirtió en un acérrimo partidario de Donald Trump, incluso ondeando una bandera estadounidense de cuatro pies de largo adornada con el rostro de Trump mientras jugaba con la postura del entonces presidente electo sobre México y los inmigrantes. Más tarde, le retocaron un par de calzoncillos de lucha libre para mostrar la cara de Donald Trump en la espalda, en un homenaje al luchador Rick Rude, para promover la imagen de "Pro Trump". El personaje tuvo tanto éxito que una revista dijo que Adonis "podría ser el hombre más odiado de México". Cuando Okumura regresó a CMLL, Adonis rápidamente agregó al extranjero de seguimiento como parte del equipo. Durante su lucha, los compañeros de equipo Johnny Idol y Valiente tuvieron problemas entre ellos e Idol se volvió heel después de ese combate e Idol se convirtió en parte del equipo de Okumura y Adonis, a mediados de 2018 se separó de CMLL.

### National Wrestling Alliance (2021-2022)
Debutó en NWA When Our Shadows Fall bajo el nombre de '"El Rudo" y junto a Sal Rinauro se enfrentó a La Rebelion (Bestia 666 & Mecha Wolf), Marshe Rockett & Slice Boogie y a The End (Odinson & Parrow), sin embargo perdieron.

### Lucha Libre AAA Worldwide (2021-presente)
El 1 de mayo de 2021, Adonis hizo su debut en la empresa rival del CMLL, la AAA en el evento Rey de Reyes  haciendo equipo con Chessman contra a Psycho Clown y Pagano, la cual salió sin resultado tras traicionar a Chessman y se alió con Puma King y Diamante Azul formando un stable llamado "La Empresa".

## Vida personal
Sam Polinsky nació en 1989, hijo del promotor de lucha libre profesional Dan Polinsky, quien ayudó a organizar espectáculos en su natal Pittsburgh. Es el hermano menor del luchador retirado convertido en comentarista de la WWE Matthew Polinsky, más conocido bajo el nombre de ring Corey Graves y anteriormente conocido como Sterling James Keenan. Sam fue entrenado por su hermano mayor para su carrera de lucha libre profesional. En los años siguientes, Sam Polinsky ha declarado que nunca quiso explotar el hecho de que su hermano era un "nombre" bien conocido en la lucha libre profesional, prefiriendo hacerlo por sus propios méritos.

## En lucha
- Movimientos finales
  - 450° splash
  - Orange Blossom (Spin-out powerbomb)

- Apodos
  - El Rudo de las Chicas[15]
  - El Rubio Fantástico[16]

- Tema de entrada
  - "Harder Than You Think" de Public Enemy (2016–presente)

## Campeonatos y logros
- All Star Wrestling
  - ASW British Heavyweight Championship/SuperSlam Champion (1 vez)

- Devotion Championship Wrestling
  - DCW Heavyweight Championship (1 vez)

- Far North Wrestling
  - Ches-A-Rena Championship (3 veces)

- Diamond Championship Wrestling
  - DCW Tag Team Championship (1 vez) – con Ashton Amherst

- International Wrestling Cartel
  - ICW Super Indy Championship (1 vez)

- Lucha Libre AAA Worldwide
  - Campeonato Mundial de Tríos de AAA (1 vez) – con DMT Azul & Puma King
  - Rey de Reyes (2023)

- Palē Pro Wrestling
  - Palē Pro Heavyweight Championship (1 vez, actual)

### Lucha de Apuestas
| Ganador                 | Perdedor                 | Lugar            | Evento                             | Fecha                | Notas |
| ----------------------- | ------------------------ | ---------------- | ---------------------------------- | -------------------- | ----- |
| Sam Adonis (cabellera)  | Blue Panther (cabellera) | Ciudad de México | CMLL Viernes Espectacular          | 4 de agosto de 2017  |       |
| Negro Casas (cabellera) | Sam Adonis (cabellera)   | Ciudad de México | Sin Piedad                         | 1 de enero de 2018   |       |
| Psycho Clown (máscara)  | Sam Adonis (cabellera)   | Ciudad de México | Triplemanía XXXI: Ciudad de México | 12 de agosto de 2023 |       |